# Sloop John B
Sloop John B è la settima traccia presente sull'album discografico dei Beach Boys intitolato Pet Sounds pubblicato nel 1966 dalla Capitol Records, e la canzone venne anche pubblicata come singolo nello stesso anno.
Il brano era in origine un vecchio brano folk tradizionale caraibico delle Indie occidentali, intitolato The John B. Sails, preso dalla collezione di Carl Sandburg (1927). Alan Lomax ne registrò una versione a Nassau, nel 1935, con il titolo Histe Up the John B. Sail. Questa versione apparve sull'album Bahamas 1935: Chanteys And Anthems From Andros And Cat Island. La canzone venne poi adattata dai The Weavers che la incisero come The Wreck of the John B. La versione del 1958 fatta dal The Kingston Trio, intitolata anch'essa The Wreck of the John B. fu la fonte diretta di ispirazione per la versione poi registrata dai Beach Boys. Johnny Cash registrò la canzone nel 1959 con il titolo I Want To Go Home. Nel 1960, Jimmie Rodgers incise la sua versione come The Wreck of John B., e il brano raggiunse la posizione numero 64 della classifica di Billboard negli Stati Uniti. Infine, anche Dick Dale and His Del-Tones registrarono una versione surf rock della canzone per il loro album Surfers' Choice del 1962.
La versione dei Beach Boys di Sloop John B. è stata classificata alla posizione numero 271 nella "lista delle 500 migliori canzoni di sempre" redatta dalla rivista Rolling Stone.

## Versione dei Beach Boys

### Origine
Al Jardine, grande appassionato di musica folk, suggerì a Brian Wilson che i Beach Boys avrebbero potuto fare una cover del traditional Sloop John B. Jardine raccontò:
«Brian era seduto al pianoforte. Gli chiesi se potevo sedermi accanto a lui e fargli vedere qualcosa. Quindi gli suonai gli accordi di Sloop John B. Poi dissi: "Ti ricordi questa canzone?". Lui mi rispose: "Non sono un grande fan del Kingston Trio". A Brian non piaceva troppo il folk. Ma non mi lasciai scoraggiare. Così provai a suonargliela nello stile dei Beach Boys. Pensavo che se gliela avessi presentata nella maniera giusta, si sarebbe ricreduto. Modificai gli accordi della canzone in modo da renderla un po' più interessante. La canzone originale è basata semplicemente su tre accordi di base, e sapevo che così era troppo semplice. Perciò applicai qualche cambiamento minore, esaltandone la potenzialità dal punto di vista vocale. Comunque, gliela suonai, mi alzai dal piano e tornai al lavoro. Il giorno dopo, ricevetti una telefonata con la quale mi si diceva di recarmi in studio. Brian mi suonò la canzone, e rimasi stupefatto. La traccia di base venne completata in meno di 24 ore».

#### Modifica del testo
Brian Wilson modificò leggermente il testo della canzone in tre punti differenti. Cambiò la frase: «This is the worst trip since I've been born» in «This is the worst trip I've ever been on» dando al tutto una connotazione maggiormente "psichedelica". Inoltre, la frase: «I feel so break up» diventò: «I feel so broke up». Infine, «Broke into the people's trunk» fu cambiata in «Broke in the captain's trunk».

### Registrazione
La base strumentale della canzone venne incisa il 22 luglio 1965 nello studio Western Recorders di Hollywood. Furono necessarie 14 take per ottenere una versione master del nastro che soddisfacesse Brian.
Le tracce vocali furono incise nel corso di tre diverse sessioni. La prima seduta si tenne il 22 dicembre 1965, al Western Recorders. La seconda il 29 dicembre. Billy Strange suonò una chitarra elettrica a 12 corde in questa occasione. La terza sessione ebbe luogo nel gennaio 1966 per le armonie vocali e varie sovraincisioni dei cori. Il brano contiene cinque voci. Brian Wilson e Mike Love come voci soliste, e Al Jardine, Carl Wilson e Dennis Wilson ai cori. Brian utilizzò la tecnica di produzione double-tracking al fine di avere esattamente sincronizzate la sua voce e quella di Mike, in modo da poter cantare in simultanea le stesse parti due volte, e dare un suono più carico e ricco al brano.

### Accoglienza
Il singolo (B side: You're So Good to Me) venne pubblicato negli Stati Uniti il 21 marzo 1966. 
Entrò nella classifica Billboard Hot 100 il 2 aprile, raggiungendo la posizione numero 3 il 7 maggio, restando in classifica complessivamente 11 settimane. 
La canzone ebbe successo anche fuori dagli Stati Uniti, diventando uno dei brani più famosi dei Beach Boys arrivando prima in Germania per cinque settimane, in Olanda per tre settimane, in Norvegia per cinque settimane, prima in Austria, Svezia, Svizzera, Sud Africa e Nuova Zelanda e seconda nel Regno Unito, Irlanda e Canada.

## Cover
Il brano è stato reinterpretato da numerosi artisti, inclusi: Laurel Aitken, Rainy Day, Ulfuls, Joseph Spence, Tom Fogerty, Roger Whittaker, Jerry Jeff Walker, Dick Dale, Catch 22, The Ventures, Me First and the Gimme Gimmes, Relient K, Dan Zanes, Okkervil River, David Thomas, Barry McGuire, Gary Lewis and the Playboys, e Jerry Butler.
Nel 1966, i cantautori svedesi Cornelis Vreeswijk e Ann-Louise Hansson registrarono una versione della canzone in lingua svedese con il titolo Jag hade en gång en båt (Once I had a boat) e con un testo anti-militarista.
Nel 2001, Voltaire utilizzò la melodia del brano per la canzone Screw the Okampa! (I Wanna Go Home), inclusa nel suo EP Banned on Vulcan.
Nel 2009, i Simple Minds reinterpretarono il brano durante le sessioni di registrazione dell'album Graffiti Soul, e pubblicarono la loro versione come bonus track nell'edizione deluxe del disco.

### Nel Calcio
La canzone ha ottenuto popolarità tra i tifosi inglesi a partire dalla metà degli anni 2000. La prima volta fu cantata nel 2005 dai tifosi del Liverpool dopo la finale di Champions League, vinta contro il Milan. Nel 2007 fu adottata come inno ufficiale dai tifosi del FC United of Manchester.
In Italia, la tifoseria che ha adottato per prima Sloop John B è stata quella del Torino, che iniziato ad utilizzarla intorno al 2007.

## Musicisti
- Brian Wilson: voce solista, produzione
- Mike Love: voce solista
- Al Jardine: cori
- Carl Wilson: cori
- Dennis Wilson: cori
- Hal Blaine: batteria
- Ron Swallow: tamburello
- Lyle Ritz: contrabbasso
- Carol Kaye: basso
- Al Casey, Jerry Cole & Billy Strange: chitarra
- Al De Lory: organo
- Frank Capp: glockenspiel
- Jay Migliori: clarinetto
- Steve Douglas & Jim Horn: flauto
- Jack Nimitz: sax baritono